# Karmelićanke Božanskog Srca Isusova
Karmelićanke Božanskog Srca Isusova (lat. Carmel Divino Core Jesu) su ženski ogranak karmelićanki čije članice žive po karizmi utemeljiteljice bl. Marije Terezije od sv. Josipa (Tauscher). Osnovane su 1891. u Berlinu, a danas im je sjedište u Sittardu.

## Povijest
Ona je po primljenoj milosti postala izabrano oruđe utemeljenja nove redovničke zajednice, nove mladice na drevnom, časnom karmelskom deblu. U novoj Družbi je spojila kontemplativni karmelski duh i apostolsko djelovanje. Oduševljena likom serafske sv. Majke Terezije od Isusa željela je postati njezinom duhovnom kćeri. Nadahnuto spoznaje: „Karmel i samo Karmel! Sv. Terezija od Isusa prokrčila je put, a zašto i mi ne bismo smjele poći tim putem bez stroge klauzure?! Vrijeme se mijenja, ali duh, ljubav i revnost u radu za spas duša ostaju uvijek isti.“
Karmelski Red je već dugo prisutan u Crkvi. Njegovi najpoznatiji članovi su svakako sv. Terezija Avilska, sv. Ivan od Križa i sv. Mala Terezija. Sv. Terezija Avilska velika španjolska mističarka šesnaestog stoljeća živi i danas svojim duhom u karmelskom redu i u svojim remek djelima mistične književnosti i neodoljivo privlači mnoge.
Tako je krajem devetnaestog stoljeća privukla Anu Mariju Tauscher wan den Bosch, najstariju kćerku jednog protestanskog pastora. Ana Marija kao redovnica zvala se Marija Terezija od sv. Josipa, rođena je 19. lipnja 1855. u Sandowu (Brandenburg u današnjoj Poljskoj). Bog je vodio ovu nadarenu i vrlo sposobnu djevojku tvrdim i strmim putovima prema katoličkoj vjeri. Primljena je u Katoličku Crkvu 30. listopada 1888.
Od tada je sama siromašna radi siromašnih, beskućnik radi beskućnika. Svoj život posvećuje službi Božjoj i ljudima koji su u nevolji. Za ostvarenje toga cilja osniva 2. srpnja 1891. redovničku zajednicu Karmelićanke Božanskog Srca Isusova. Njezina su glavna briga, kao i kod njezinih kćeri, siromašna djeca, osobito ona koja nemaju obiteljskog doma. U tu svrhu otvorila je dom za beskućnike 2. kolovoza 1892. u Berlinu. Posebno gaji ljubav prema obiteljima i osamljenim osobama koje su daleko od Crkve, kao i prema starcima, emigrantima, jednostavno prema svima koji su na bilo koji način bez svog doma. Molitvama i brižnom ljubavlju pomaže siromahe svih naroda: „Boga u svima gledati, Bogu u svima služiti, Boga u svima ljubiti“ – bio je ideal M. Terezije od sv. Josipa. Njezino je djelo uhvatilo duboke korijene te se unatoč teškoćama sve više širilo. Karmel BSI danas ima svoje samostane u Europi, Americi, Brazilu i Africi.

## Grb
Grb redovničke zajednice na simboličan način omogućuje razumijevanje karizme i otkriva dio karmelske karizme. Postoji više tumačenja pojedinih elemenata grba.
Brdo Karmel koje je u središtu, ima dvostruko značenje. Simbolizira brdo Karmel u Izraelu na kojem je nastao karmelski red i još važnije, „goru Gospodnju“ (Ps 24,3) odnosno dušu sjedinjenu s Bogom po molitvi i kontemplaciji. Proces preobrazbe u Krista i sjedinjenja s Kristom prikazan je kao „uspon na goru Karmel“ koji opisuje sv. Ivan od Križa. Grb se sastoji od smeđeg i bijelog polja. Smeđa boja simbolizira poniznost, pokoru i prolaznost ovozemaljskog života, a bijela boja nebo, čistoću, svetost i savršenstvo.
Križ na vrhu brda je križ – simbol osobe Isusa Krista i Njegove otkupiteljske smrti za nas. Križ u središtu označava našu potrebu da sve što jesmo i što činimo usredotočimo prema Isusu Kristu i tako naš život postane kristocentričan.
Zvijezde predstavljaju teologalne kreposti: vjeru, nadu i ljubav. Srebrna zvijezda smještena na dnu brda simbolizira članove karmelskog reda koji nasljedujući Isusa Krista još putuju ovom zemljom prema vrhuncima Karmela, a dvije zlatne zvijezde na bijeloj pozadini predstavljaju karmelske svece u nebu.
Zlatna kruna predstavlja Božje Kraljevstvo na zemlji prisutno po Isusu Kristu kojem nastojimo „služiti čistim srcem i dobrom savješću“ (Karmelsko pravilo). Drugo značenje krune i dvanaest zvijezda otkriva marijansko obilježje Reda. Upućuju na Mariju, Majku i Kraljicu Karmela, „ženu odjevenu suncem, mjesec joj pod nogama, a na glavi kruna od dvanaest zvijezda“ (Otk 12,1). Njezine kreposti potiču članove Reda na nasljedovanje, a ona pak svojim posredovanjem podupire naše preobraženje u Krista (Konstitucije, 42). 
Ruka proroka Ilije, 'oca svih karmelićana', s užarenim mačem i njegovim geslom: „Zelo zelatus sum pro Domino Deo exercituum - Gorljivo sam revnovao za Gospodina, Boga nad vojskama“ (1 Kr 19,10) izražava proročki duh i gorljivu revnost za Gospodina. 
Utemeljiteljica je dodala u grb srce ispleteno trnjem. Predstavlja muke koje Isus proživljava u svome Mističnom Tijelu – Crkvi. Ono poziva da postanemo duše zadovoljštine Božanskom Srcu Isusovu za sve koji odbijaju Božju ljubav. 

## Karizma
Kontemplativno – terezijanski način života, to jest usmenu i mislenu molitvu, sve do dubokog poniranja u Božju nazočnost, sestre žele uliti i u dječje duše i u „malog“ čovjeka - radnika. Svijest ovog poziva nose sestre sa sobom kamo god pođu. To će donijeti i u našu domovinu 1917. godine. Zagrebački nadbiskup Antun Bauer obraća se izravno Mariji Tereziji da u Zagrebu osnuje jedan samostan, gdje će se moći osposobiti sestre za rad s djecom naših iseljenika. Molbi je udovoljeno, pa su najprije u Zagrebu, a zatim na nadbiskupskom dobru u Hrvatskom Leskovcu utemeljeni samostani s dječjim domovima.
Bio je to skroman početak. Upravo u njegovu siromaštvu bila je klica života, da iz njega nikne još ostalih devet samostana, koji su okupljeni u jednu provinciju, sa sjedištem u Zagrebu, s vlastitim novicijatom od 1942. Tako se sestre već 89 godina u našoj domovini svakodnevice nadvijaju nad povjerenu im dječicu – otkrivaju malenima lik Isusa Krista kao ideal i životno usmjerenje – donose utjehu starcima, siromasima, bolesnicima i napuštenima, kao što želi od njih njihova osnovateljica: „Karmelićanke BSI neka s karmelskih visina kao anđeli utjehe i mira silaze k ljudima punim bola i nemira.„
Duboka unutarnja molitva povezana s djelotvornom ljubavlju oznaka je Karmela BSI. Zato Marija Terezija od sv. Josipa uzima za svoj uzor veliku španjolsku mističarku i obnoviteljicu Karmlskoga reda, sv. Tereziju iz Avile. Duh Karmela je duh molitve i zadovoljštine i revnovanja za Božje kraljevstvo, spaja s apostolskim djelovanjem. Upravo to Crkva želi staviti kao uzor suvremenom čovjeku. 

## Redovničko odijelo
Dugačka smeđa haljina, širokih rukava, haljina opasana crnim kožnim pojasom, o pojasu visi poveća krunica, preko haljine, s prednje i stražnje strane, u istom platnu, dugačak previjes, na glavi jednostavan crni veo. To su prepoznatljivi dijelovi odijela karmelićanke BSI.
Smeđa boja, boja je karmela. Smeđi dio karmelskog grba označava zemlju, a svojim simbolom govori da koliko god živjeli u duhu molitve i motrenja Boga uvijek moramo biti tu gdje jesmo. Boja odjeće posvještava odgovornost za vrijeme i prostor u kojem živimo. 
Redovničko odijelo uvijek nose i nikad se ne služe civilnom odjećom. Neki dijelovi odjeće imaju posebno značenje. Veo na glavi, koprena, je znak pripadnosti Kristu. Smeđi prevjes preko haljine se zove škapular. 

### Škapular
Karmelski škapular označava odjeću Blažene djevice Marije. U Karmelskoj predaji stoji da je Blažena Djevica u jednom viđenju generalu reda sv. Šimunu Štoku dala taj dio odjeće i obećala da će posebnom zaštitom čuvati one koji ga budu nosili iz ljubavi i poštovanja prema njoj.

### Pojas
Za razliku od franjevačkih redova koji isto nose odjeću smeđe boje, karmelićanke BSI svoju haljinu ne opasuju bijelim konopcem, nego crnim kožnim pojasom. Pojas u bilo kojem obliku označava stvarnost da su sestre po zavjetu poslušnosti svoju volju trajno i neodjeljivo svezali s voljom Božjom, i da dopuštaju da ih vodi kamo On hoće. 

### Krunica i križ
Prilikom polaganja redovničkih zavjeta, sestre dobivaju krunicu, koja visi o pojasu. Za razliku od klasične krunice, ova nema na kraju križ nego poveću medalju s likom Srca Isusova i Karmelske Gospe. Krunica o pojasu aludira na srednjovjekovnog viteza opasanog mačem, a znači snažno oružje u borbi protiv svakog zla. Krunica je dnevna molitva, kroz koju u svagdanji život uprisutnjuju čitavo otajstvo Isusovog života. 
Jedanako tako prilikom polaganja zavjeta sestre dobivaju križ koji nose ispod škapulara, te nije vidljiv. Svakog jutra kada uzimaju taj križ prisjećaju se Isusovog poziva; «Tko hoće biti moj učenik, neka uzme svoj križ i ide za mnom.» Križ je simbol trajnog nastojanja da Isusa slijede i u otajstvu trpljenja, kroz svagdanje poteškoće, napore, i boli. 

### Bijeli karmelski plašt
Plašt je od bijele ili svjetlo krem tkanine, dugačak koliko i haljina. Dok je škapular smeđi, i označava zemaljsku stvarnost i Marijinu zaštitu u toj stvarnosti, bijeli plašt je jednako tako dio odjeće koji bitno označava Blaženu djevicu Mariju, ali u njenom milosnom i proslavljenom otajstvu. 
To je simbol čistoće, i svih kreposti Blažene djevice Marije, koje privlače i u kojima je sestre nastoje slijediti. Plaštem se zaodjenjuju kod svečanih liturgijskih slavlja, prilikom euharistijskog klanjanja, te prilikom sprovoda sestara jer smrt je ulazak u Božje svjetlo, u bjelinu bez sjene i život koji nema ni zemlje ni vrijeme.

## Vanjske poveznice
- Središnja provincija Karmelićanki BSI
- Provincija Karmelićanki BSI u Hrvatskoj